# Marisa Laurito
Marisa Laurito (Napoli, 19 aprile 1951) è un'attrice, cabarettista e conduttrice televisiva italiana.

## Biografia

### Esordi

Marisa Laurito in Pari e dispari (1978)

Desiderosa di fare l'attrice sin dalla tenera età, riuscì a entrare a far parte della compagnia teatrale di Eduardo De Filippo. Durante quel periodo più di una volta fu colta a spiare di nascosto Eduardo al Teatro San Ferdinando. Ha debuttato con lui nel 1969 in Le bugie con le gambe lunghe, arrivando poi a firmare il primo contratto da maggiorenne, il 19 aprile 1972, giorno in cui compiva 21 anni; poi è entrata a far parte del gruppo "I Cabarinieri", inaugurando il 15 dicembre 1972, il Teatro cabaret Sancarluccio di Napoli, rimanendo fino alla fine della stagione nel maggio 1973. Proprio in questi primi anni prese parte, in ruoli di comparsa, a molte trasposizioni televisive delle opere di De Filippo, trasmesse dalla Rai, nella seconda metà degli anni settanta.
Ha recitato in una ventina di film; debuttando al cinema nel 1976, prima in piccole parti, come in Pari e dispari del 1978, con Bud Spencer e Terence Hill, fino a ruoli più incisivi, come in I guappi non si toccano del 1979, con Pino Mauro e Richard Harrison, fino a La pagella del 1980, con Marc Porel, dove interpretava la moglie di Mario Trevi, protagonista del film.

### Anni ottanta

Marisa Laurito nel film Il mistero di Bellavista (1985)

Nel decennio successivo acquisì molta popolarità lavorando a fianco di Renzo Arbore in Quelli della notte (1985) e con Raffaella Carrà nello show di prima serata Buonasera Raffaella andato in onda tra il 1985 e il 1986; in seguito ha riscosso successo in qualità di conduttrice in trasmissioni come Marisa la nuit del 1987 (sempre sotto la guida di Arbore) e nell'edizione 1988-1989 di Domenica in, diretta da Gianni Boncompagni, dove cantava anche la sigla Ma le donne, riscuotendo molto successo. 
Nel 1987 e nel 1990 ha anche presentato due edizioni del varietà del sabato sera di Rai 1 abbinato alla Lotteria Italia, Fantastico: la prima accanto ad Adriano Celentano, Heather Parisi, Massimo Boldi e Maurizio Micheli e la seconda accanto a Pippo Baudo, Jovanotti e Giorgio Faletti. 
Come cantante ha partecipato al Festival di Sanremo del 1989, con la canzone pop-demenziale Il babà è una cosa seria, piazzatasi al dodicesimo posto nella classifica finale. Le sue esibizioni sul palco dell'Ariston sono ricordate anche per i suoi abiti da sera piuttosto voluminosi e appariscenti.
Il successo televisivo è culminato nel 1989 con la vittoria del Telegatto come "personaggio televisivo femminile dell'anno". In questi anni è stata anche imitata dalla comica Cinzia Leone in alcune trasmissioni satiriche di Rai 3 come Scusate l'interruzione e Avanzi.

### Anni novanta

Jovanotti, Marisa Laurito e Giorgio Faletti in Fantastico 90 (1990)

Nel 1991 ha condiviso il set con Antonio Banderas nella pellicola Terre nuove, ottenendo poi il premio per la migliore attrice protagonista al Festival del Cinema di Bogotà. Nei primi mesi del 1992 ha presentato con successo Serata d'onore su Rai 2 in cui si celebravano le carriere artistiche di noti personaggi della musica, del cinema e della televisione.
Nell'autunno dello stesso anno è passata alla Fininvest (l'attuale Mediaset) dove ha condotto su Canale 5, al fianco di Ezio Greggio, il varietà Paperissima, senza raggiungere però lo stesso successo delle edizioni precedenti condotte da Lorella Cuccarini e Marco Columbro. Nei primi mesi del 1993 ha presentato, sempre su Canale 5, il varietà Donne dell'altro mondo, soppresso dopo poche puntate a causa dei bassi ascolti. 
Nell'autunno 1993 è tornata in Rai dove ha preso parte al varietà domenicale di Rai 2 Pomeriggio in famiglia, condotto insieme a Paola Perego e Alessandro Cecchi Paone ma, a causa della concorrenza di Rai 1 (Domenica in), Rai 3 (Quelli che... il calcio) e Canale 5 (Buona Domenica), non ottenne molto successo e fu chiuso dopo una sola stagione.
Nel 1995 condusse in prima serata il sabato sera su Rai 1 il varietà Caro bebè affiancata dai Trettré, anche questo show non fu particolarmente fortunato, venendo chiuso dopo poche puntate per scarsi ascolti.
Dal 1997 al 2000 è stata la conduttrice della kermesse musicale estiva di Rai 1 Napoli prima e dopo, dedicata alla canzone partenopea.
Nel 1997 è nel cast della seconda stagione della fiction Dio vede e provvede a fianco di Angela Finocchiaro, Maria Amelia Monti, Athina Cenci e Nadia Rinaldi, trasmessa in prima serata su Italia 1.

### Anni 2000
Negli anni 2000 si è dedicata prevalentemente al teatro.
Nell'estate 2001 ha condotto su Rai 1 lo sfortunato quiz dell'access-prime time Piazza la domanda, soppresso dopo poche settimane a causa dei bassi ascolti. Nell'autunno successivo ha condotto sul canale Stream TV la trasmissione Casa Laurito in cui si commentavano gli avvenimenti della seconda edizione del reality show Grande Fratello, la cui diretta 24 ore su 24 era all'epoca trasmessa sul canale satellitare.
In seguito a un lungo periodo d'inattività televisiva, nel 2005 è tornata a collaborare con Renzo Arbore nel suo nuovo programma Speciale per me - Meno siamo meglio stiamo, trasmesso il sabato in seconda serata su Rai 1.
Nel 2005 ha vinto il Premio Cimitile nella sezione Speciale. Tra il 2006 e il 2009 ha portato in scena Menopause the Musical, per la regia di Manuela Metri. Nelle stagioni teatrali 2009-2010 e 2010-2011 ha interpretato il ruolo di Consolazione, nella commedia Aggiungi un posto a tavola, con Gianluca Guidi.

### Anni 2010
Dal 2010 al 2012 ha condotto il programma culinario Pasta, Love e Fantasia sul canale satellitare Alice Tv.
Nell'autunno 2011 è stata co-protagonista della fiction Baciati dall'amore in onda in prima serata su Canale 5, con Gaia Bermani Amaral, Giampaolo Morelli, Marco Columbro e Lello Arena.
A partire dall'11 giugno 2012 è stata una delle conduttrici di Vero Capri, canale del digitale terrestre presente al numero 55, con i programmi Cucina, Storie, Casa, Viaggi, Hobby, Trucco e bellezza e Salute, affiancata da Marco Columbro, Corrado Tedeschi, Laura Freddi, Margherita Zanatta, Maria Teresa Ruta e Alba Parietti sotto la direzione artistica di Maurizio Costanzo. Nel 2013 Vero Capri (a seguito degli scarsi ascolti registrati) ha abbandonato la vocazione generalista per trasformarsi in un canale tematico in cui vengono trasmesse esclusivamente telenovelas, liquidando così tutti i conduttori che erano stati ingaggiati, compresa la Laurito.
Nella stagione 2013-2014, dopo la fine del suo rapporto con Vero TV, Marisa Laurito è stata una delle conduttrici del programma I fatti vostri in onda su Rai 2, nel quale si occupava della rubrica di cucina.
Nell'autunno del 2014 è stata una delle concorrenti della decima edizione del talent-show di Rai 1 Ballando con le stelle condotto da Milly Carlucci, venendo però eliminata già nella prima puntata, per poi essere ripescata nella quarta puntata col ballerino Stefano Oradei, per poi essere nuovamente eliminata nella puntata successiva.
Il 21 ottobre 2017 ha debuttato a Milano come protagonista nella commedia teatrale Due donne in fuga al fianco di Iva Zanicchi, che ottenne molto successo, tanto che lo spettacolo fu in seguito ripreso nel 2019, con Iva Zanicchi sostituita, a causa di altri impegni lavorativi, da Fioretta Mari.
Il 20 dicembre 2019 è uscito il film W gli sposi, diretto da Valerio Zanoli, in cui compaiono anche Paolo Villaggio, Gianfranco D'Angelo e Lando Buzzanca (tutti e tre alla loro ultima apparizione cinematografica), Iva Zanicchi, Carlo Pistarino, Giulio Berruti e Corinne Cléry.

### Anni 2020

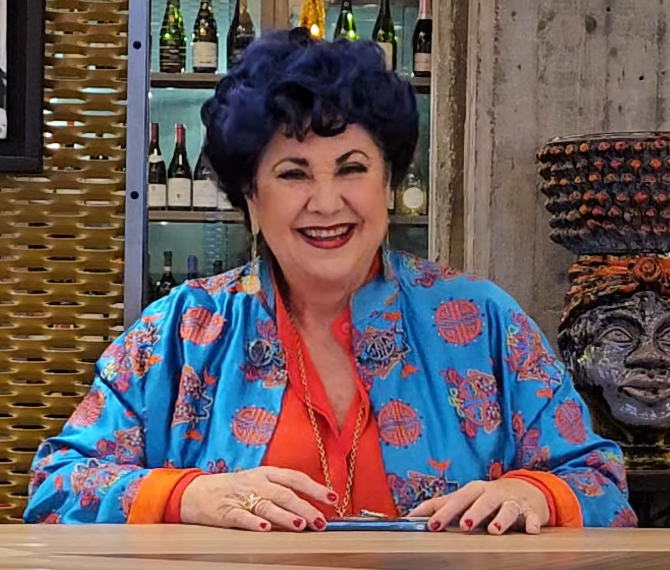
Marisa Laurito nel 2024

Nel 2020 è stata scelta come direttrice artistica del Teatro Trianon di Napoli per il triennio 2020-2022. Nel 2021 è nel cast del film I fratelli De Filippo, diretto da Sergio Rubini e distribuito nelle sale il 13 dicembre. Il 25 dicembre 2021 e il 1º gennaio 2022 ha presentato dal Teatro Trianon di Napoli il programma Serata d'onore: la prima puntata era dedicata a Enrico Caruso, la seconda a Sergio Bruni.
Nell'autunno 2022 è stata co-protagonista della seconda stagione della fiction di Rai 1 Mina Settembre, a fianco di Serena Rossi, Giuseppe Zeno, Giorgio Pasotti e Christiane Filangieri. Nel 2025 torna ad interpretare la terza stagione della fiction.
Nel febbraio del 2023 è protagonista, in sostituzione di Orietta Berti, della seconda edizione del docu-reality Quelle brave ragazze, accanto a Mara Maionchi e Sandra Milo in onda su Sky Uno. L'anno dopo è giudice della terza edizione di Celebrity Chef su TV8, programma al quale aveva già partecipato come concorrente nella prima edizione. Sempre nel 2024 partecipa ai primi due episodi della seconda stagione della fiction Studio Battaglia, trasmessa su Rai 1 con protagoniste Barbora Bobulova e Lunetta Savino.

### Vita privata
Nel 2001 ha sposato l'ex calciatore Franco Cordova, dal quale si è separata l'anno successivo. Si considera credente in Dio ma non praticante.

## Filmografia

### Cinema
- Perdutamente tuo... mi firmo Macaluso Carmelo fu Giuseppe, regia di Vittorio Sindoni (1976)
- L'Italia s'è rotta, regia di Steno (1976)
- Prete per forza, episodio di Ride bene... chi ride ultimo, regia di Walter Chiari (1977)
- La mazzetta, regia di Sergio Corbucci (1978)
- I corpi separati, episodio di Ridendo e scherzando, regia di Marco Aleandri (1978)
- Pari e dispari, regia di Sergio Corbucci (1978)
- I guappi non si toccano, regia di Mario Bianchi (1979)
- Gegè Bellavita, regia di Pasquale Festa Campanile (1979)
- Café Express, regia di Nanni Loy (1980)
- La pagella, regia di Ninì Grassia (1980)
- Pronto... Lucia, regia di Ciro Ippolito (1982)
- A tu per tu, regia di Sergio Corbucci (1984)
- Mi faccia causa, regia di Steno (1984)
- Uccelli d'Italia, regia di Ciro Ippolito (1985)
- Il mistero di Bellavista, regia di Luciano De Crescenzo (1985)
- Il tenente dei carabinieri, regia di Maurizio Ponzi (1986)
- Terre nuove, regia di Calogero Salvo (1991)
- Senza la parola fine, regia di Vanni Vallino (2003)
- W gli sposi, regia di Valerio Zanoli (2019)
- I fratelli De Filippo, regia di Sergio Rubini (2021)

### Televisione
- Li nepute de lu sinneco di Eduardo De Filippo (1975)
- Na santarella di Eduardo De Filippo (1975)
- Uomo e galantuomo di Eduardo De Filippo (1975)
- De Pretore Vincenzo di Eduardo De Filippo (1976)
- Gli esami non finiscono mai di Eduardo De Filippo (1976)
- Natale in casa Cupiello di Eduardo De Filippo (1977)
- Ligabue, regia di Salvatore Nocita – miniserie TV (1977)
- La Medea di Porta Medina, regia di Piero Schivazappa – miniserie TV (1981)
- Investigatori d'Italia – serie TV (1987)
- Nontuttorosa, regia di Amanzio Todini – film TV (1987)
- Dio vede e provvede – serie TV (1997)
- Baciati dall'amore, regia di Claudio Norza – miniserie TV (2011)
- Mina Settembre – serie TV (dal 2022)
- Studio Battaglia, regia di Simone Spada – serie TV, episodi 2x01-2x02 (2024)

## Programmi TV

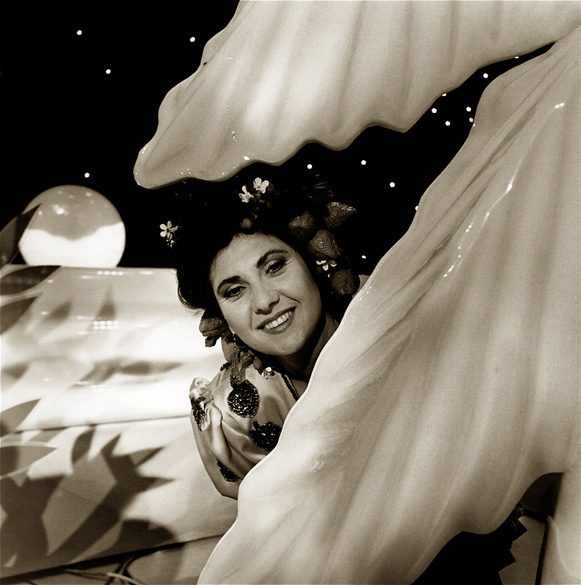
Marisa Laurito in Marisa la nuit (1987)

- Giochiamo al varieté (Rete 1, 1980)
- Quelli della notte (Rai 2, 1985)
- Buonasera Raffaella (Rai 1, 1985-1986)
- Marisa la nuit (Rai 1, 1987)
- Fantastico 8 (Rai 1, 1987-1988)
- Domenica in (Rai 1, 1988-1989)
- Fantastico 90 (Rai 1, 1990-1991)
- Un tesoro di Capodanno (Rai 1, Rai 2, Rai 3, 1990-1991)
- Serata d'onore (Rai 2, 1992)
- Novecento Napoletano (Rai 2, 1992)
- Paperissima - Errori in TV (Canale 5, 1992-1993)
- Donne dell'altro mondo (Canale 5, 1993)
- Pomeriggio in famiglia (Rai 2, 1993-1994)
- Caro bebè (Rai 1, 1995)
- Pomeriggio di festa (Canale 5, 1995)
- Le stelle del Mediterraneo (Rai 2, 1996)
- Napoli prima e dopo (Rai 1, 1997-2000)
- Piazza la domanda (Rai 1, 2001)
- Casa Laurito (Stream TV, 2001)
- Speciale per me, ovvero meno siamo meglio stiamo (Rai 1, 2005)
- Pasta, Love & Fantasia (Alice, 2010)
- Cucina/ Storie/ Casa/ Viaggi/ Hobby/ Trucco e bellezza/ Salute (Vero Capri, 2012-2013)
- I fatti vostri (Rai 2, 2013-2014) – co-conduttrice
- Ballando con le stelle (Rai 1, 2014) – concorrente
- Zecchino d'Oro (Rai 1, 2014)
- Serata d'onore - Enrico Caruso (Rai 1, 2021)
- Serata d'onore - Sergio Bruni (Rai 1, 2022)
- Alessandro Borghese - Celebrity Chef (TV8, 2022, dal 2024) – concorrente nel 2022, giudice dal 2024
- Quelle brave ragazze (Sky Uno, 2023)
- Donne di Campania (Rai Storia, 2024)

## Discografia
- 1989 – Il babà è una cosa seria (S. Palomba – E. Alfieri)/Io songo'a star 45 giri – Fonit Cetra – SP 1876

## Riconoscimenti
- Maschera d'argento per il teatro come protagonista di Café Chantant
- Biglietto d'oro per il teatro AGIS per il migliore incasso con Secolo d'oro
- Telegatto 1989 – come personaggio televisivo femminile dell'anno
- Migliore attrice al Festival del cinema di Bogotá 1991 per Terre nuove
- Globo d'oro 1992 come migliore attrice per Terre nuove
- Premio Villa Massa riservato a un personaggio dello spettacolo (2009)
- Premio Doc Italy per la Sezione ambasciatrice dell'arte per la regione Campania (2016)